# Acylophorus wagenschieberi
Acylophorus wagenschieberi är en skalbaggsart som beskrevs av Ernst Hellmuth von Kiesenwetter 1850. Acylophorus wagenschieberi ingår i släktet Acylophorus, och familjen kortvingar. Arten är reproducerande i Sverige.